# Ichneumon stubaiicola
Ichneumon stubaiicola är en stekelart som beskrevs av Bauer 1999. Ichneumon stubaiicola ingår i släktet Ichneumon och familjen brokparasitsteklar. Inga underarter finns listade i Catalogue of Life.